# Kamila Kordovská
Kamila Kordovská (* 4. Dezember 1997 in Prag) ist eine tschechische Handballspielerin, die seit Juli 2025 beim deutschen Bundesligisten Sport-Union Neckarsulm unter Vertrag steht.

## Karriere
Kordovská spielte in der Jugend beim tschechischen Verein DHC Slavia Prag und nahm mit diesem am EHF Challenge Cup der Frauen 2013/14 teil. Sie wechselte 2016 in die Profimannschaft. Zur Saison 2017/18 kam sie zur HSG Blomberg-Lippe. Im Sommer 2022 wechselte sie zum französischen Verein Handball Plan-de-Cuques. Seit der Saison 2025/26 läuft sie für den deutschen Bundesligisten Sport-Union Neckarsulm auf.
Seit 2015 ist Kamila Kordovská Spielerin der tschechischen Nationalmannschaft. Bei der Weltmeisterschaft 2023 belegte sie mit Tschechien den 8. Platz, wobei sie jedoch nur ein Spiel absolvierte und kein Tor erzielte.

## Privat
Sie ist mit dem tschechischen Handballspieler Filip Březina liiert, der aktuell bei HC Dukla Prague unter Vertrag steht.